# Рулевое
Рулевое (укр. Рулево) — село в Новояворовской городской общине Яворовского района Львовской области Украины.
Население по переписи 2001 года составляло 266 человек. Занимает площадь 0,2 км². Почтовый индекс — 81061. Телефонный код — 3259.